# Холден, Глория
Глория Холден (англ. Gloria Holden, 5 сентября 1903 — 22 марта 1991) — американская актриса.

## Биография
Глория Холден родилась в Лондоне, но будучи ещё ребёнком была перевезена в США, где её семья обосновалась в Пенсильвании. Актёрское образование она получила в Американской академии драматического искусства в Нью-Йорке. Её дебют состоялся на театральной сцене, а в начале 1930-х она уже играла небольшие роли на Бродвее. В то же время Холден впервые появилась на большом экране, исполнив в 1936 году свою первую крупную, и наиболее известную за всю карьеру роль — вампиршу графиню Марию Зелеску в фильме ужасов «Дочь Дракулы». Год спустя у актрисы была ещё одна примечательная роль — Александрин Золя в биографической драме «Жизнь Эмиля Золя», удостоенной трёх премий Американской киноакадемии. На протяжении 1940-х и 1950-х годов Холден продолжала довольно много сниматься, а в 1958 году завершила свою карьеру, исполнив свою последнюю роль в романтической комедии Блейка Эдвардса «Приятные ощущения».
Актриса дважды была замужем. От первого супруга она родила сына Ларри Холдена, как и мать ставшего актёром под псевдонимом Глен Корбетт. Её внучка, Лори Холден, также пошла по её стопам, став известной по своим ролям в сериалах «Секретные материалы» и «Ходячие мертвецы». Со своим вторым супругом Глория Холден прожила с 1944 года до своей смерти от сердечного приступа в 1991 году.